# Robert Spagnolo
Pour les articles homonymes, voir Spagnolo.
Pas d'image ? Cliquez ici

a Compétitions nationales et continentales officielles uniquement.

Robert Spagnolo, né le 8 octobre 1929 à Montpellier et mort dans la même ville le 2 juin 2009, est un joueur puis entraîneur de rugby à XV, qui a joué avec l'Association sportive de Béziers Hérault, évoluant au poste d'ailier. 

## Carrière
Il joue avec l'AS Béziers avec qui il remporte un titre de champion de France en 1961. En 1963, il est choisi comme entraîneur-joueur de l'équipe du stade montpelliérain évoluant en division d'honneur du Languedoc. À la fin de cette première saison, le club obtient le titre de champion du Languedoc et en 1965 accède à la troisième division. Le club atteint deux ans plus tard la deuxième division, objectif à la création du club, grâce à une victoire en huitième de finale sur le Toulouse Lalande omnisports grâce à un drop à trois minutes de la fin de Robert Spagnolo, mais doit ensuite s'incliner en demi-finale du championnat face à Céret. Spagnolo entraîne ensuite le Rugby club de Frontignan. En parallèle de sa carrière de joueur, il exerce le métier de cadre à la SNCF.

## Palmarès
- Champion d'Europe des clubs (F.I.R.A) : 1962[5]
- Vainqueur du championnat de France (Bouclier de Brennus) en 1961
- Finaliste du championnat de France de rugby en 1960 et 1962